# بوبکر دیالو (بازیکن فوتبال)
بوبکر دیالو (انگلیسی: Boubacar Diallo؛ زادهٔ ۲۵ دسامبر ۱۹۸۵) بازیکن فوتبال اهل گینه بود.
از باشگاه‌هایی که در آن بازی کرده است می‌توان به باشگاه فوتبال آژاکسیو، باشگاه ورزشی العهد، و باشگاه فوتبال اسپارتاک ترناوا اشاره کرد.
وی همچنین در تیم ملی فوتبال گینه بازی کرده است.